# Aparecida
Aparecida este un oraș în Paraíba (PB), Brazilia. 